# Bela Padilla
Krista Valle Sullivan (sinh ngày 3 tháng 5 năm 1991), được biết đến nhiều hơn với nghệ danh Bela Padilla,là một nữ diễn viên/người mẫu người Philippine.

## Tiểu sử
Krista Valle Sulivan có mẹ là người Mỹ và cha là người Anh. Cha cô là chủ của ngân hàng tại một công ty trực tuyến từ Nottingham, Anh. Năm 2008, cô được biết đến với cái tên Kriste Valle, cô là một tài năng mới được ABS-CBN giới thiệu thông qua chương trình Star Magic mùa thứ 15. Cùng năm, cô đã có một vai diễn truyền hình đầu tiên trong têen drama của Star Magic:Abt Ur Luv Ur Lyf 2
Năm 2009, cô đóng một vai nhỏ trong phim truyền hình Tôtoy Bato. Họ hàng của cô là ngôi sao Robin Padilla(cũng là cha của nữ diễn viên Philippine-Úc nổi tiếng Kylie Padilla).Cô đã trở thành nữ diễn viên trong mùa thứ ba của Lokomoko High.
Năm 2010, cô rời khỏi Star Magic để thế chỗ cho manager của cô và Claira dela Fuente và di chuyển tới GMA 7. Sau đó, cô thay đổi nghệ danh của mình là Bela Padilla.
Năm 2011, Bela chiến thắng giải Miss Friendship và Media's Darling trong cuộc thi Asian Super Model Contest với hai vai diễn là Guilin và Nanning trong Guangxi Zhuang Autonomous Region của Trung Quốc,diễn ra hai ngày 6 và 7 tháng Bảy.
Tháng 2 năm 2012, cô là tâm điểm của cuộc tranh cãi của báo FMH Philippine rằng cô buộc tội là người phân biệt chủng tộc và yêu cầu cô rút khỏi đây.

## Tiểu sử các bộ phihm
PHIM TRUYỀN HÌNH
| Năm  | Tên các bộ phim tham gia                 | Vai diễn           | Thuộc nhà |
| ---- | ---------------------------------------- | ------------------ | --------- |
| 2008 | Star Magic Presents: Abt Ur Luv Ur Lyf 2 | Jo                 | ABS-CBN   |
| 2008 | Maalaala Mo Kaya: Bibliya                | Khách mời đặc biệt | ABS-CBN   |
| 2009 | Tayong Dalawa                            | Bảr Gỉrl           | ABS-CBN   |

| Năm  | Tên các bộ phim tham gia     | Vai diễn                        | Thuộc nhà đài |
| ---- | ---------------------------- | ------------------------------- | ------------- |
| 2009 | Carlo J. Caparas' Totoy Bato | Rain                            | GMA Network   |
|      | Lokomoko High                | Hẻrself/Nhiều vai trò khác nhau | TV5           |
|      | Maalaala Mo Kaya: Kalapati   | Yong Aldult Pinky               | ABS-CBN       |

| Năm  | Tên các bộ phim tham gia    | Vai diễn           | Thuộc nhà đài |
| ---- | --------------------------- | ------------------ | ------------- |
| 2009 | Maalaala Mo Kaya: Makinilya | Young Aldult Pinky | ABS-CBN       |
| 2009 | Maynila: Makinig Ka, Puso   | Ísa                | GMA Network   |

| Năm  | Tên các bộ phim tham gia | Vai diễn               | Thuộc nhà đài |
| ---- | ------------------------ | ---------------------- | ------------- |
| 2010 | Endless Love             | Mayumi "Yumi" Ramirez  | GMA Network   |
|      | Party Pilipinas          | Hẻrself/Pẻrformer/Hóst | GMA Network   |

| Năm  | Tên các bộ phim tham gia | Vai diễn                        | Thuộc nhà đài |
| ---- | ------------------------ | ------------------------------- | ------------- |
| 2012 | Hỉram na Púso            | Vanessa Saavedra / Kara Banaag  | GMA Network   |
|      | Bubble Gang              | Hẻrself/Nhiều vai trò khác nhau | GMA Network   |
|      | Makapiling Kang Muli     | Amber                           | GMA Network   |

| Năm  | Tên các bộ phim tham gia | Vai diễn                                        | Thuộc nhà đài |
| ---- | ------------------------ | ----------------------------------------------- | ------------- |
| 2012 | Magdalena                | Magdalena "Lena" Fuentebella / Angela Natividad | GMA Network   |
| 2013 | Love and líes            | Denise Salvador                                 | GMA Network   |
|      | Sunday All Stars         | Hẻrself/Pẻrformance                             | GMA Network   |

| Năm  | Tên các bộ phim tham gia | Vai diễn                     | Thuộc nhà đài |
| ---- | ------------------------ | ---------------------------- | ------------- |
| 2014 | Sa Púso Ni Dok           | Dr. Gabrielle 'Gab' Estrella | GMA Network   |

MOVIES
| Năm  | Tên các Movies tham gia    | Vai diễn  |
| ---- | -------------------------- | --------- |
| 2007 | Bahay Kubo                 | Janet     |
| 2008 | BFF (Best Friends Forever) | Mean Gỉrl |
| 2009 | You To Me Ảre Everything   | Monique   |

| Năm  | Tên các Movies tham gia            | Vai diễn       |
| ---- | ---------------------------------- | -------------- |
| 2012 | My Kontrabida Girl                 | Evelyn         |
| 2013 | 10,000 Hours                       | Mâya Limchauco |
| 2014 | Sa Ngalan ng Ama, Ina, at mga Anak | Damian         |